# Elisabeth de Brunswick-Wolfenbüttel

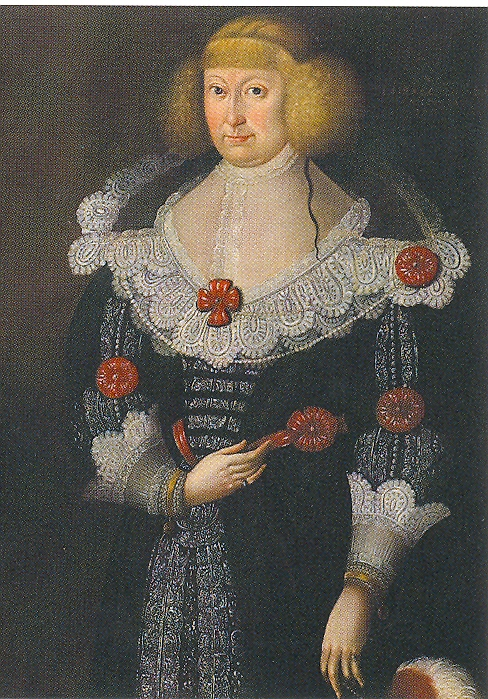
Elisabeth de Brunswick-Wolfenbüttel

Elisabeth de Brunswick-Wolfenbüttel (23 iunie 1593 – 25 martie 1650) a fost prințesă de Brunswick-Wolfenbüttel și Ducesă de Saxa-Altenburg prin căsătorie.

## Biografie
Elisabeth a fost fiica Ducelui Henric Julius de Brunswick-Wolfenbüttel (1564–1613) din a doua căsătorie a sa cu Elisabeta (1573–1625), fiica cea mare a regelui Frederic al II-lea al Danemarcei.
Elisabeth s-a căsătorit prima dată la 1 ianuarie 1612, la Dresda, cu Ducele August de Saxonia (1589–1615), administratorul diocezei de Naumburg. August a murit brusc la vârsta de 26 de ani, după numai trei ani de mariaj. Cel de-al doilea soț al Elisabetei a fost Johann Philipp de Saxa-Altenburg (1597–1639). Ei s-au căsătorit la Altenburg, la 25 octombrie 1618. Cuplul a avut un singur copil, o fiică:
- Elisabeth Sophie (n. 10 octombrie 1619, Halle - d. 20 decembrie 1680, Gotha); s-a căsătorit la 24 octombrie 1636 cu Ernest I, Duce de Saxa-Gotha.